# Лахтинский проспект

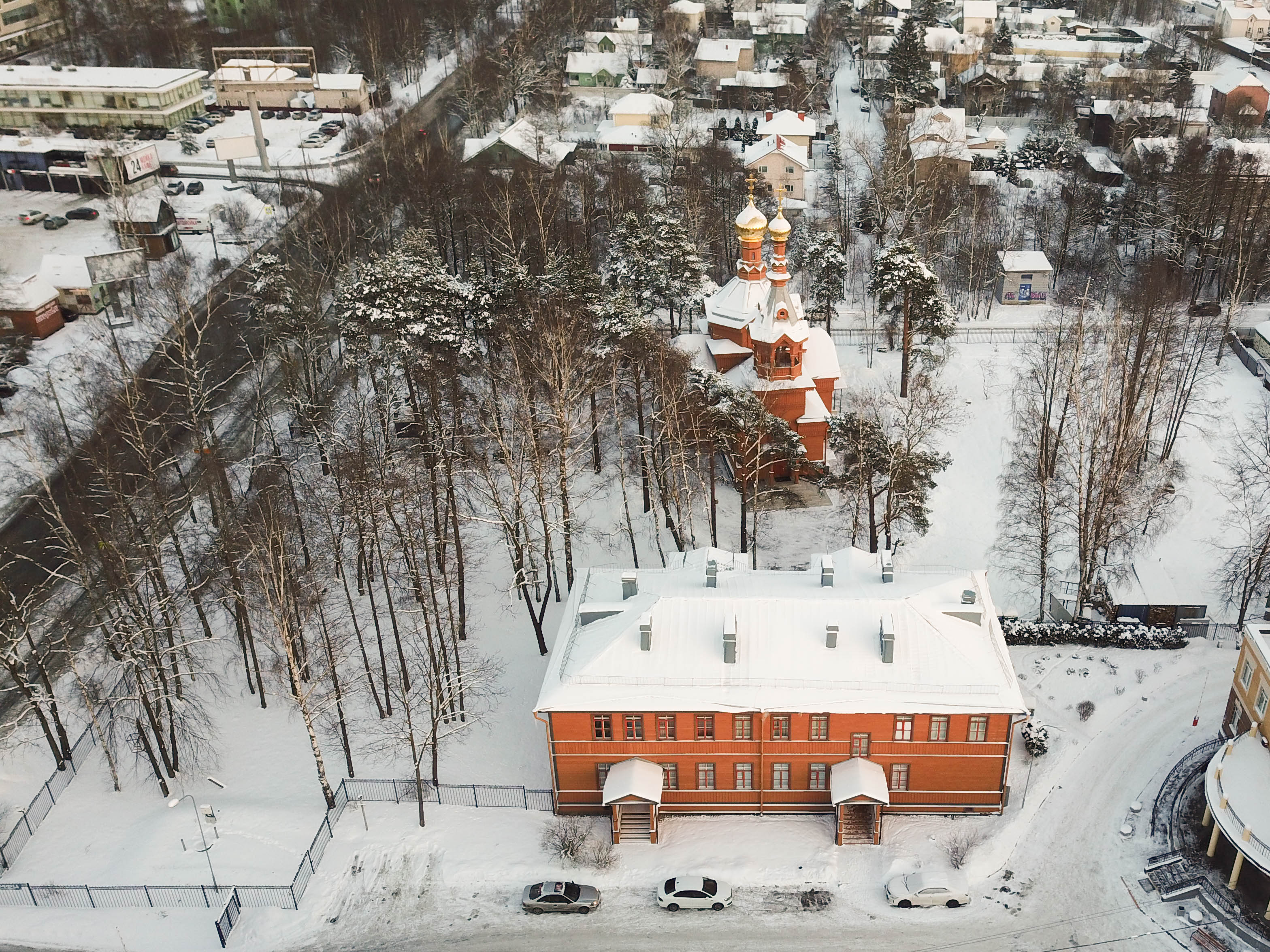
Комплекс церкви Апостола Петра и Лахтинский проспект слева

Ла́хтинский проспект — проспект в Приморском районе Санкт-Петербурга. Идёт по северному побережью Невской губы рядом с Приморским шоссе, начинаясь и завершаясь им.

## История
В 1808—1809 годах по проекту архитектора В. О. Мочульского построена Благовещенская церковь.
В 1946—1948 годах вдоль проспекта возник обширный микрорайон, состоящий из 92 малоэтажных жилых зданий, построенных по проектам архитекторов Н. В. Баранова, Н. М. Назарьина, М. Е. Русакова, В. М. Фромзеля.
В 2010-х — 2020-х годах у начала Лахтинского проспекта был построен общественно-деловой комплекс «Лахта-центр».

## Магистрали
Лахтинский проспект граничит или пересекается со следующими магистралями:
- Приморское шоссе
- Бобыльская улица
- Приморская улица
- Морская улица
- Безымянный переулок
- Гартнеровский переулок
- улица Красных Партизан
- Михайловская улица
- Берёзовая аллея
- Петровская аллея
- Круговая улица
- Соловьиная улица[2][4]

|}

## Примечательные здания и сооружения
- № 85, литера Б — электростанция с водонапорной башней мызы Стенбок-Ферморов (мызы «Лахта»), 1902 г.  7831102000
- № 94 — Церковь святого апостола Петра  781610415610006
- № 104 — Усадьба Стенбок-Ферморов  782021330980005
- № 115, литера А — дача архитектора Василия Шауба (А. Ф. Ташейт), 1911—1913, арх-р С. О. Овсянников. Выразительный образец загородного дома в стиле модерн начала XX столетия. После революции в здании проходили заседания первого теннисного клуба в России. C 2014 года КГИОП безуспешно пытался добиться реставрации от собственника[5][6], который проигнорировал даже соответствующее решение суда. За почти десять лет разбирательств без ухода здание пришло в аварийное состояние, рухнул северный фасад. Градозащитники длительное время пытаются добиться от КГИОП изъятия дачи у собственника, чтобы начать восстановительные работы, пока здание не разрушилось окончательно[7]. Из-за бездействия КГИОП они обратились в Следственный комитет с вопросом о возможности заведения дела по статье 243 УК РФ (повреждение или уничтожение объектов культурного наследия)[8]. В конце августа 2023 года Городской суд Петербурга обязал собственника за 8 месяцев провести первоочередные противоаварийные мероприятия, а затем в течение 36 месяцев выполнить реставрацию[9].  781610561570005

## Транспорт
Ближайшая станция метро — «Беговая» — на расстоянии 2 км на восток
Автобусные маршруты, следующие до Лахтинского проспекта: № 101, 112, 120, 211, 216, 216А, 303, 600.